# Oulad Sidi Ali Ben Youssef
Oulad Sidi Ali Ben Youssef  (in arabo أولاد سيدي علي بن يوسف‎?) è un centro abitato e comune rurale del Marocco situato nella provincia di El Jadida, regione di Casablanca-Settat. Conta una popolazione di 10 032 abitanti (censimento 2014).